# Waikato Stadium

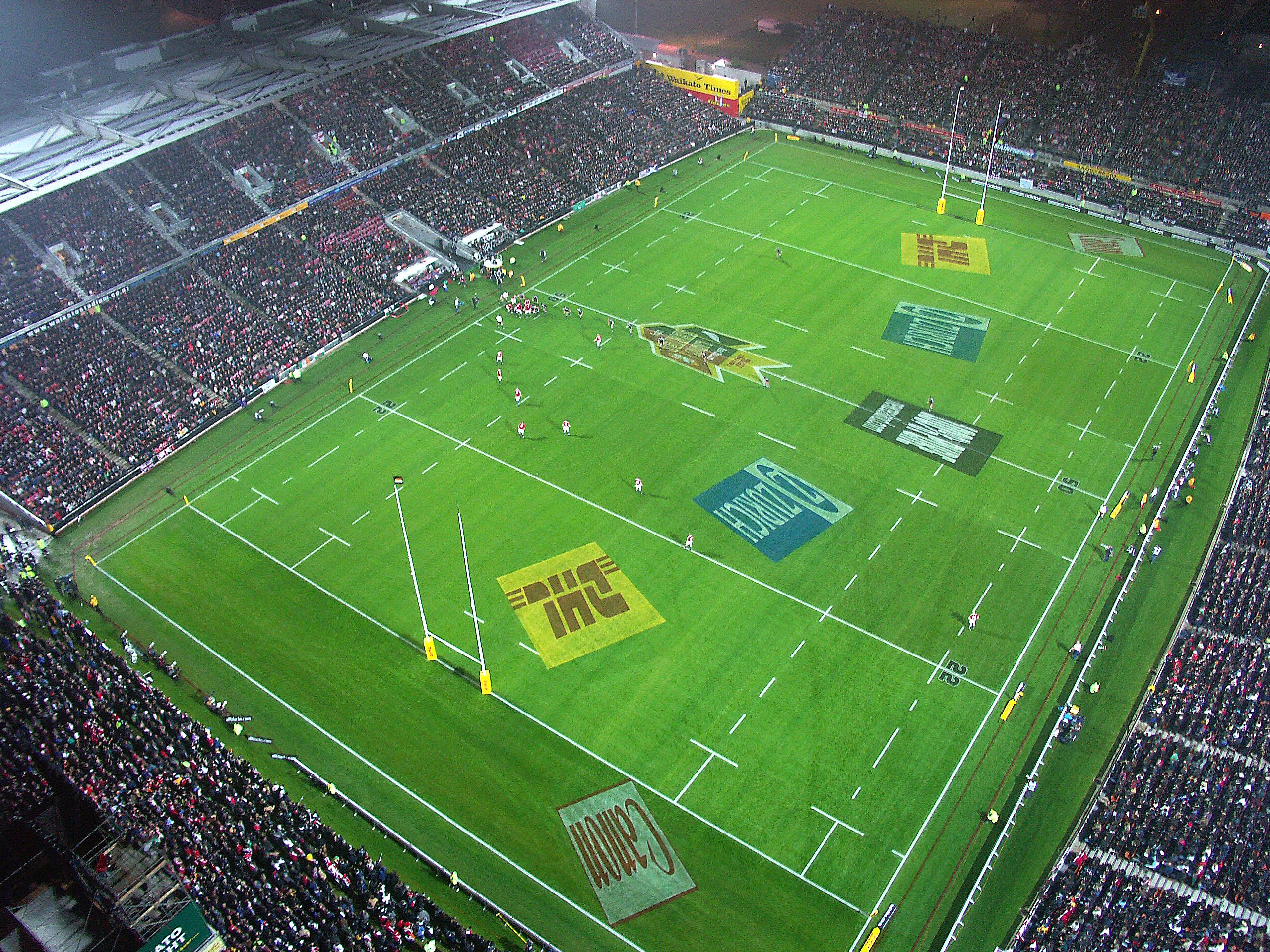
Waikato Stadium

Waikato Stadium – stadion w mieście Hamilton w Nowej Zelandii, zbudowany w 2001 roku. Ma pojemność 27 500 miejsc.